# Dendrorynchoid
Dendrorynchoid (Dendrorhynchoides) – rodzaj pterozaura z rodziny anurognatów (Anurognathidae). Obejmuje gatunki żyjące na terenach dzisiejszej wschodniej Azji; gatunek typowy D. curvidentatus odkryto na terenie chińskiej prowincji Liaoning, a gatunek D. mutoudengensis – na terenie prowincji Hebei. Skamieniałości D. curvidentatus opisano jako odkryte w osadach późnojurajskiej formacji Chaomidianzi. Unwin, Lü i Bakhurina (2000) nie wyodrębniali jednak formacji Chaomidianzi z wczesnokredowej formacji Yixian i uznali D. curvidentatus za żyjącego we wczesnej kredzie. Według Lü i Hone’a (2012) nie można jednak wykluczyć, że w rzeczywistości odkryty on został w osadach jurajskich. Skamieniałości D. mutoudengensis odkryto w środkowojurajskich osadach formacji Tiaojishan.
Długość ciała ok. 11 cm (długość czaszki 25 mm), rozpiętość skrzydeł ok. 40–50 cm, masa ok. 200 g. D. curvidentatus pierwotnie opisano jako posiadającego długi ogon; okazało się jednak, że jest to rezultat fałszerstwa – holotyp D. curvidentatus połączono z długim ogonem należącym do innego zwierzęcia, prawdopodobnie dinozaura z rodziny dromeozaurów. Ogon okazu holotypowego D. mutoudengensis był proporcjonalnie dłuższy niż ogon anurognata, drugiego przedstawiciela Anurognathidae, u którego znany jest kompletny ogon. Długość ogona wynosiła u D. mutoudengensis 85% długości kości udowej (u anurognata – 50% długości tej kości). Ogon dendrorynchoida był jednak proporcjonalnie krótszy niż ogony innych przedstawicieli parafiletycznej grupy Rhamphorhynchoidea, a porównywalny z ogonami przedstawicieli Pterodactyloidea.